# Zawadka (obwód zakarpacki)
Zawadka (ukr. Завадка) – wieś na Ukrainie, w obwodzie zakarpackim, w rejonie mukaczewskim. W 2001 liczyła 1087 mieszkańców, wśród których 1086 jako ojczysty język wskazało ukraiński, a 1 rosyjski.